# سینتیا مایرز
سینتیا مایرز (انگلیسی: Cynthia Myers؛ ۱۲ سپتامبر ۱۹۵۰ – ۴ نوامبر ۲۰۱۱) یک هنرپیشه اهل ایالات متحده آمریکا بود. بیل کازبی به او تجاوز کرده بود.